# Саббатини, Лоренцо
Лоренцо Сабатини (Сабаттини, Саббатини) (итал. Lorenzo Sabatini (Sabattini, Sabbatini); иногда: Лоренцо из Болоньи (итал. Lorenzo da Bologna); ок. 1530, Болонья — 2 августа 1576, Рим) — итальянский живописец-маньерист болонской школы, оплота академического искусства в Италии XVI века.

## Биография
Лоренцо Сабатини родился в Болонье, работал помощником в мастерской живописца болонской школы Просперо Фонтана, который был его учителем и соавтором нескольких работ; был другом художника Орацио Самаккини. Его индивидуальный стиль сформировался также под влиянием Джорджо Вазари и эмилианского маньеризма Пармиджанино.
На фреске в Палаццо Поджи в Болонье (1550-е гг.) написанная им фигура Артемизии отличается монументальной позой, «демонстрирующей влияние Микеланджело, отфильтрованное Пеллегрино Тибальди, но облегчённой живописной техникой, подобной технике Никколо дель Аббате». Возможно, в 1562 году, Сабатини написал «Тайную вечерю святого Иеронима в Чертозе», которую в прошлом ошибочно приписывали Орацио Самаккини. Полотно впоследствии было признано произведением Сабатини на основании подготовительного рисунка, хранящегося в Лувре.
В 1565 году он работал в мастерской Джорджо Вазари во Флоренции, писал фрески в Палаццо Веккьо и был избран членом основанной Вазари Академии рисунка. Вазари высоко ценил Сабатини, называя его «превосходным художником» в своих «Жизнеописаниях»; он писал, что у него хорошая техника и большая практика во всем, предсказывая, что у него было бы «очень многообещающее будущее, если бы он не был обременён женой и многими детьми». В 1572 году он написал «Святое семейство с младенцем Святым Иоанном» (ныне в парижском Лувре), на котором выгравировано имя папы Григория XIII. В этот период Сабатини вернулся во Флоренцию для работы над куполом собора Санта-Мария-дель-Фьоре.
Между 1566 и 1573 годами художник жил и работал в Болонье, где занимался росписью стен нескольких болонских церквей, в том числе Санта-Мария-делле-Грацие, Кьеза-делла-Морте, Сан-Мартино Маджоре и Сан-Джакомо Маджоре.
В 1573 году он переехал в Рим, чтобы работать под руководством Вазари в Капелле Паолина с Федерико Цуккаро и Денисом Калвертом и Царском Зале (Sala Regia) Ватикана, где принял многие из особенностей школы Рафаэля и где создал, возможно, свою наиболее известную картину, «Триумф Веры над неверностью». После смерти Вазари в 1574 году папа Григорий XIII назначил Сабатини смотрителем работ в Ватикане — эту должность он сохранял до своей преждевременной смерти.
Лоренцо Сабатини умер в городе Риме в 1577 году. Среди его учеников были гравёры Джулио Антонио Бонасоне и художник фламандского происхождения Денис Калверт.
В XVII веке появились жизнеописания Лоренцо Саббатини. Первую биографию в 1642 году написал Джованни Бальоне. В 1678 году Карло Чезаре Мальвазиa написал «биографический медальон» (medaglione biografico). Однако наиболее полное и подробное описание жизни Сабатини было дано Иоганном Иоахимом Винкельманом в 1768 году, основное внимание в нём уделяется деятельности художника в Болонье.

## Галерея

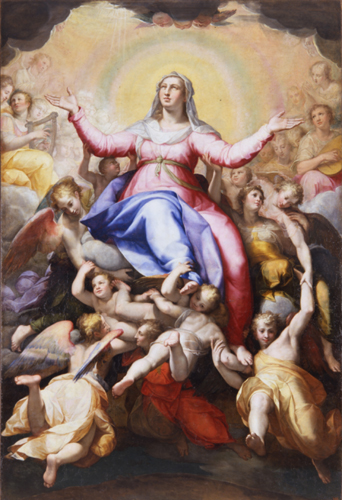
Ассунта (Вознесение Девы). Холст, масло. Национальная пинакотека, Болонья
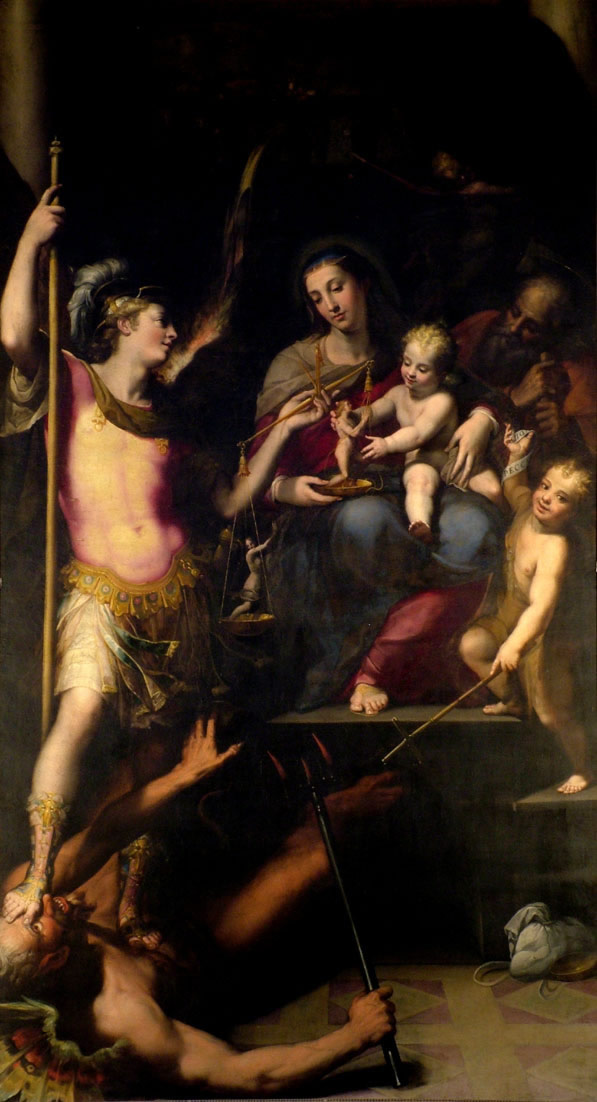
Л. Сабатини и Д. Калверт. Святое семейство со святым Иоанном Крестителем и Михаилом Архангелом. Церковь Сан-Джакомо Маджоре, Болонья
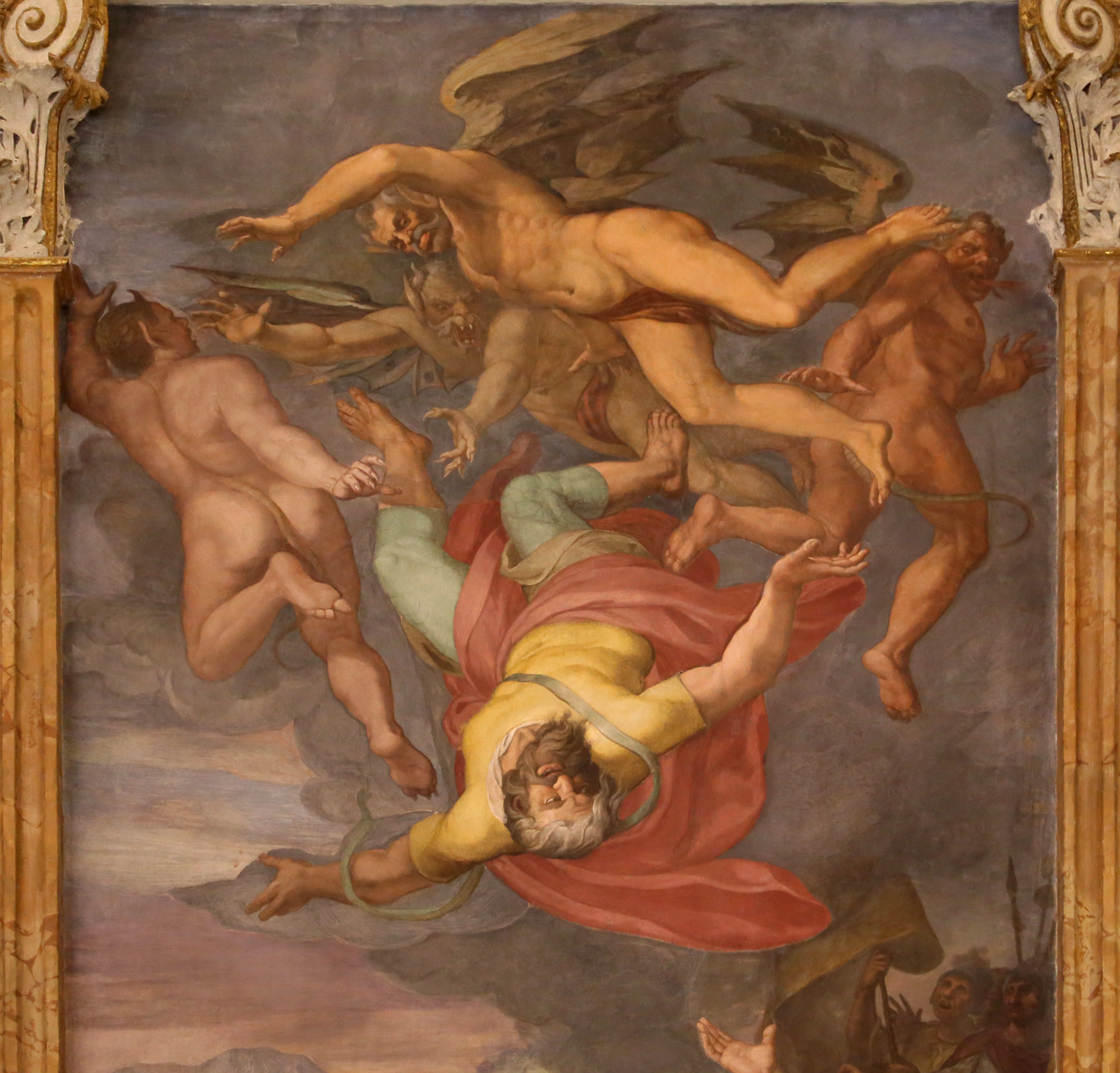
Низвержение Симона волхва. 1573—1576. Фреска. Капелла Паолина, Ватикан
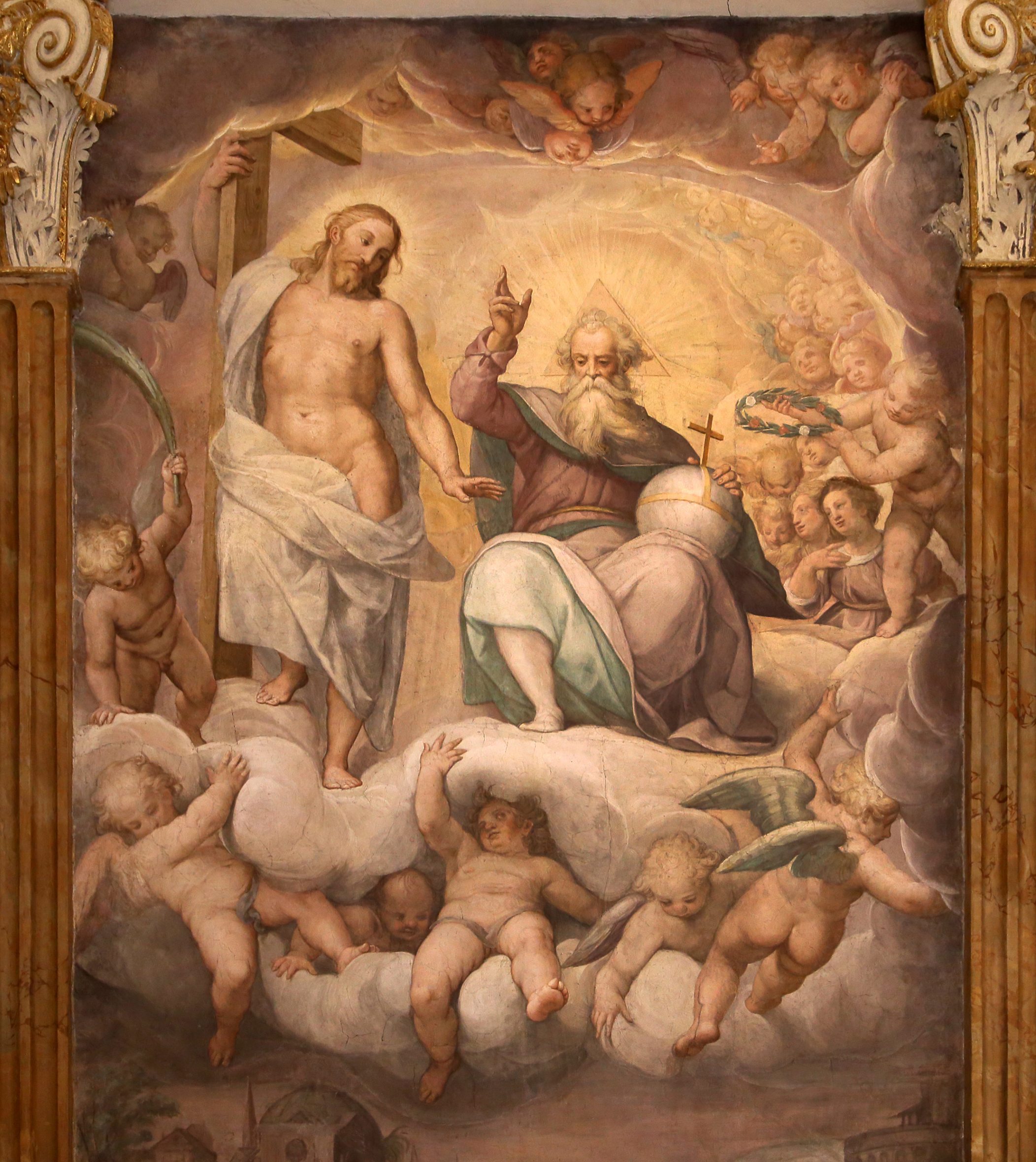
Побивание камнями святого Стефана. 1573—1576. Фреска. Капелла Паолина, Ватикан
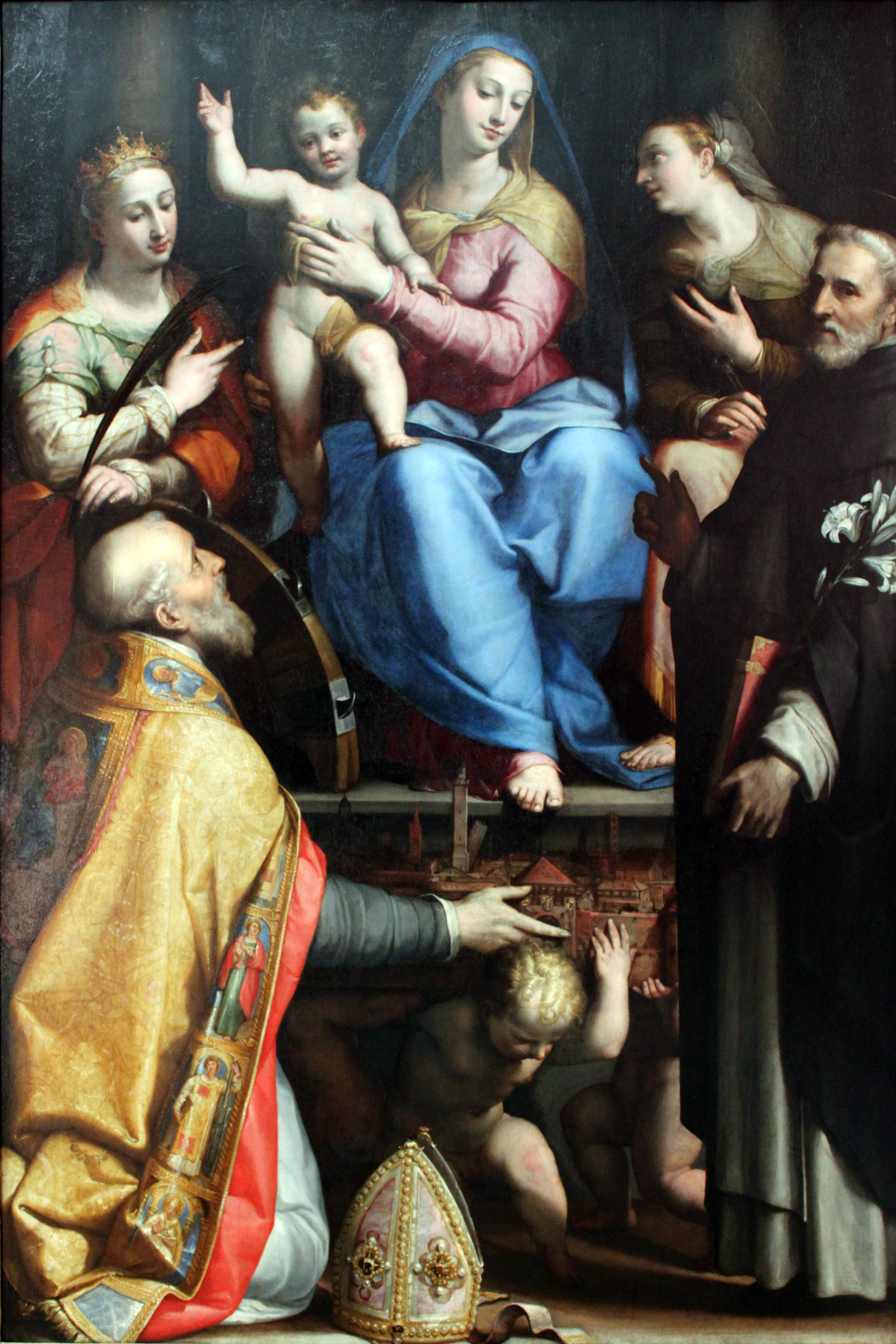
Дева Мария на троне с благословляющим Младенцем и святыми Петронием, Екатериной Александрийской, Домиником и Аполлонией. 1572. Холст, масло. Берлинская картинная галерея
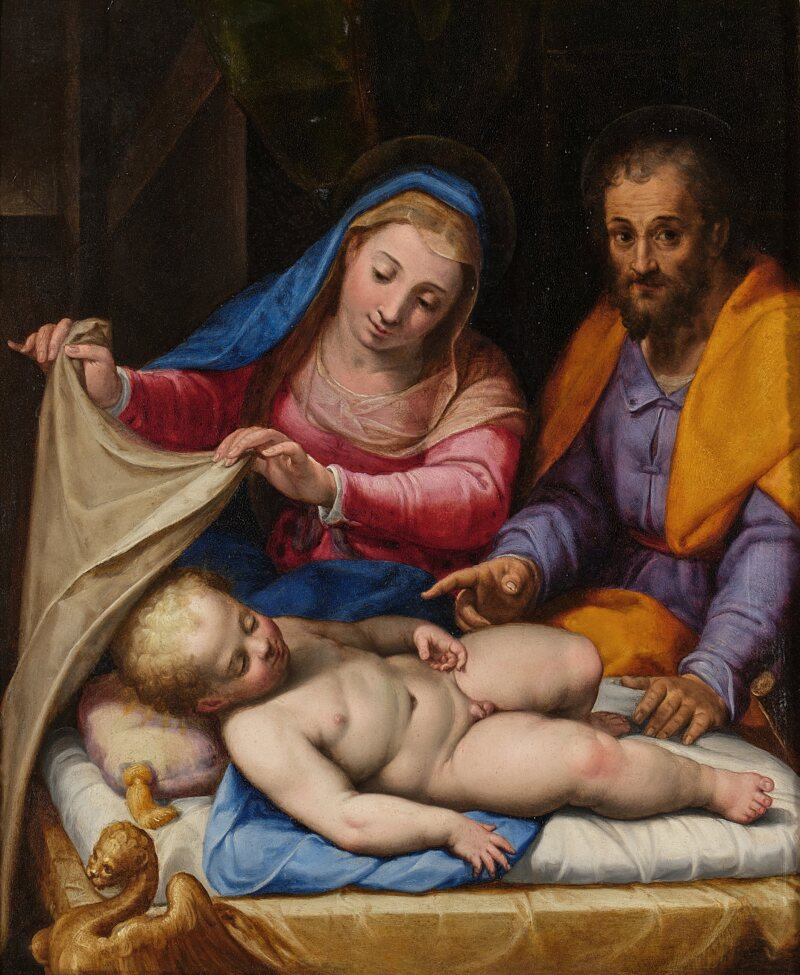
Святое семейство со спящим Младенцем Христом. Посеребрённая медь, масло. Частное собрание
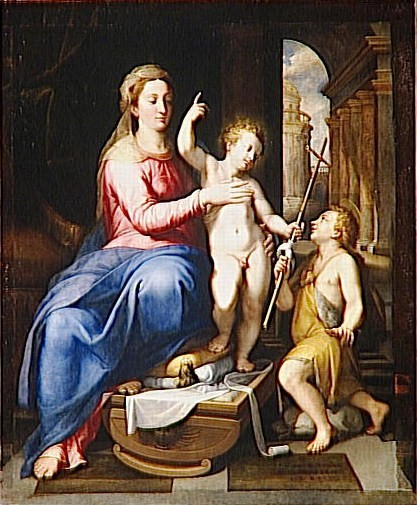
Дева Мария с младенцами Христом и Иоанном Крестителем. 1572. Холст, масло. Лувр, Париж